# Полотай Михайло Панасович
Миха́йло Пана́сович Полота́й (5 червня 1897 або 23 травня (4 червня), с. Стольне, Чернігівська область — 6 липня 1993, Київ) — український бандурист і музичний діяч.

## Життєпис
З 1912—1914 вивчав гру на бандурі у чернігівського кобзаря Петра Ткаченка-Галашка із с. Синявка на Чернігівщині. У 1914 р. переїхав до м. Лубни, де в 1917 році закінчив вчительську семінарію. Повернувся на Чернігівщину та вчителював. У 1921 році продовжив удосконалювати свою гру на бандурі у бандуриста та конструктора Олександра Корнієвського. 1922 року переїхав до Києва, де вступив на вокальний факультет Київської консерваторії, яку закінчив у 1927 р..

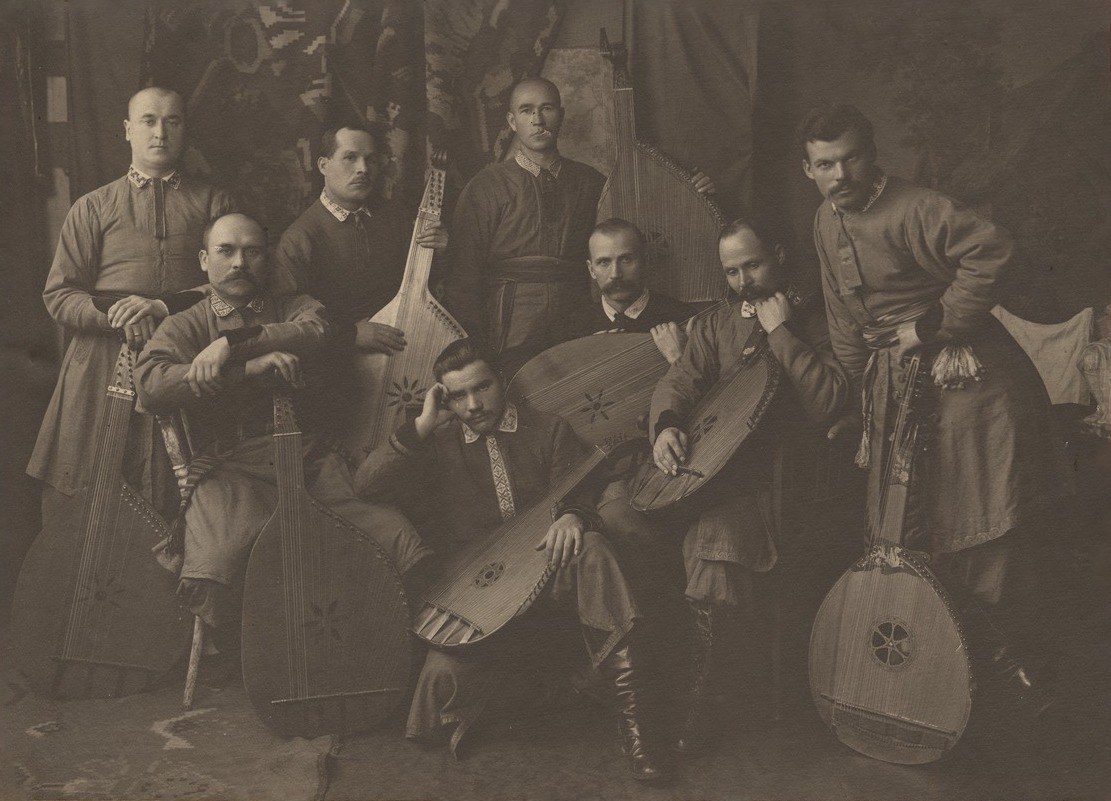
Київська капела бандуристів під мистецьким керівництвом Михайла Полотая, 1925 рік

У 1923 році став учасником Київської капели бандуристів, де працював до 1930, а в 1924—1928 роках був її мистецьким керівником.
1930 року після справи СВУ, відійшов від капели і почав працювати редактором в українському радіокомітеті, а згодом переїхав до Москви де продовжував свої студії і працював редактором українських матеріалів у центральному радіокомітеті.
У 1939 році Полотай повернувся до Києва, де керував капелою бандуристів Червоної Армії. Сприяв розвиткові самодіяльних кобзарських капел, як консультант (Конотоп, Вінниця, Гайсин, Овруч, Черкаси, Городище, військові частини тощо).
Під час Другої світової війни був політруком на Південному фронті. Стояв біля витоків Державного українського народного хору (заснований у 1943 р.) поряд з Григорієм Верьовкою, де Михайло Полотай став керівником акомпануючої групи бандур (Першої селянської капели бандуристів ім. Тараса Шевченка, яка у повному складі влилася до новоутвореного Народного хору).
Після війни створив капелу сліпих бандуристів при клубі Товариства сліпих (УТОС) у Києві. Пізніше Михайло Полотай керував Кобзарською студією при Музично-хоровому товаристві.
Брав участь у створенні класу бандури у Київській консерваторії, де і викладав. Паралельно працював в ІНФЕ та готував статті для Української радянської енциклопедії і журналу «Народна творчість».
Михайло Полотай - один з перших радянських бандуристів, які виконували кобзарські думи. Він же  одним з перших увів до репертуару революційні, радянські пісні та думи.
Автор збірок творів для бандури (1941, 1963) та статей про кобзарство, ряду не опублікованих лекцій таких як: «Остап Вересай», «Українська пісня і музика кобзарів у творчості Гоголя» та ін. Існують його записи виконання дум на грамплатівках.

## Учні
Микола Лісківський,

## Записи
Дума про козака Голоту: Українська народна дума /Виконує М. Полотай, бандура // Фонохрестоматія з української літератури для 6 класу. М.: Мелодия, б.р. — 1 грп.

## Збірки нот для бандури
- М. Полотай «Десять українських пісень» для ансамблю кобзарів, за редакцією проф. М. Грінченка. Державне видавництво «Мистецтво», 1941.

## Статті
- Мистецтво кобзарів Радянської України // Радянська музика, 1940, № 6, — С. 23-25.
- Мистецтво кобзарів-бандуристів радянського періоду // Історичний епос східних слав'ян. К.:1958.
- Лірник Аврам Гребень — народний музика //Народна творчість та етнографія. — 1958. — № 4. — С. 111—115.
- «По селам ходили кобзари…» //Советская музыка. — 1975. — № 8. — С. 71-76. (Про бандуриста Семена Власка)
- Кобзар Петро Ткаченко //Народна творчість та етнографія. — 1978. — № 5. — С. 71-72.
- Кобзар Петро Ткаченко з Синявки //Народна творчість та етнографія. — 1967. — № 4. — С. 58-67.
- Песни правды и свободы //Правда Украины. — 1978. — 22 дек. До 100-річчя з дня народження П. Ф Ткаченка.